# Aeroporto Cristiano Ronaldo

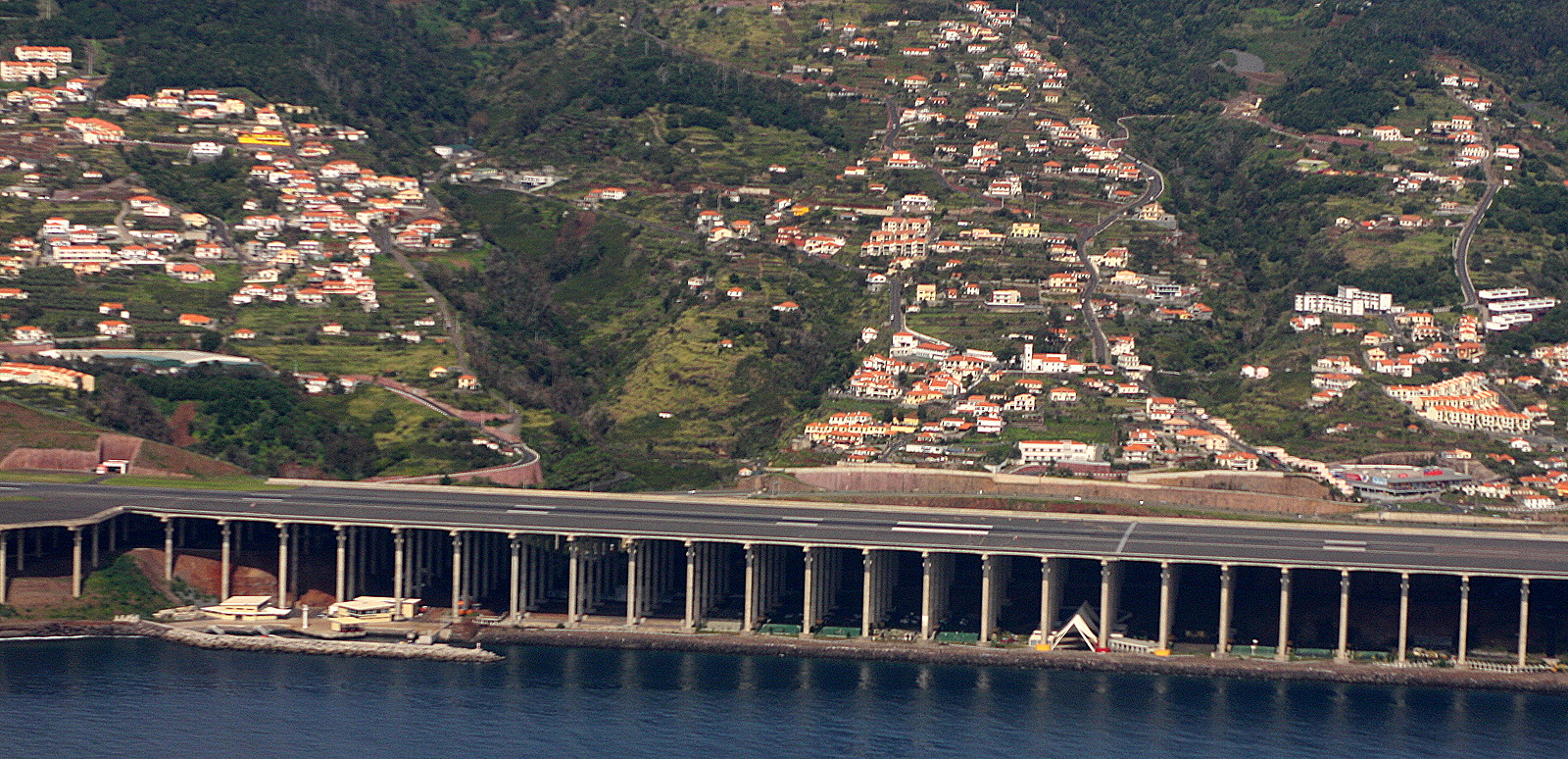
Parte nova da pista de aterragem.

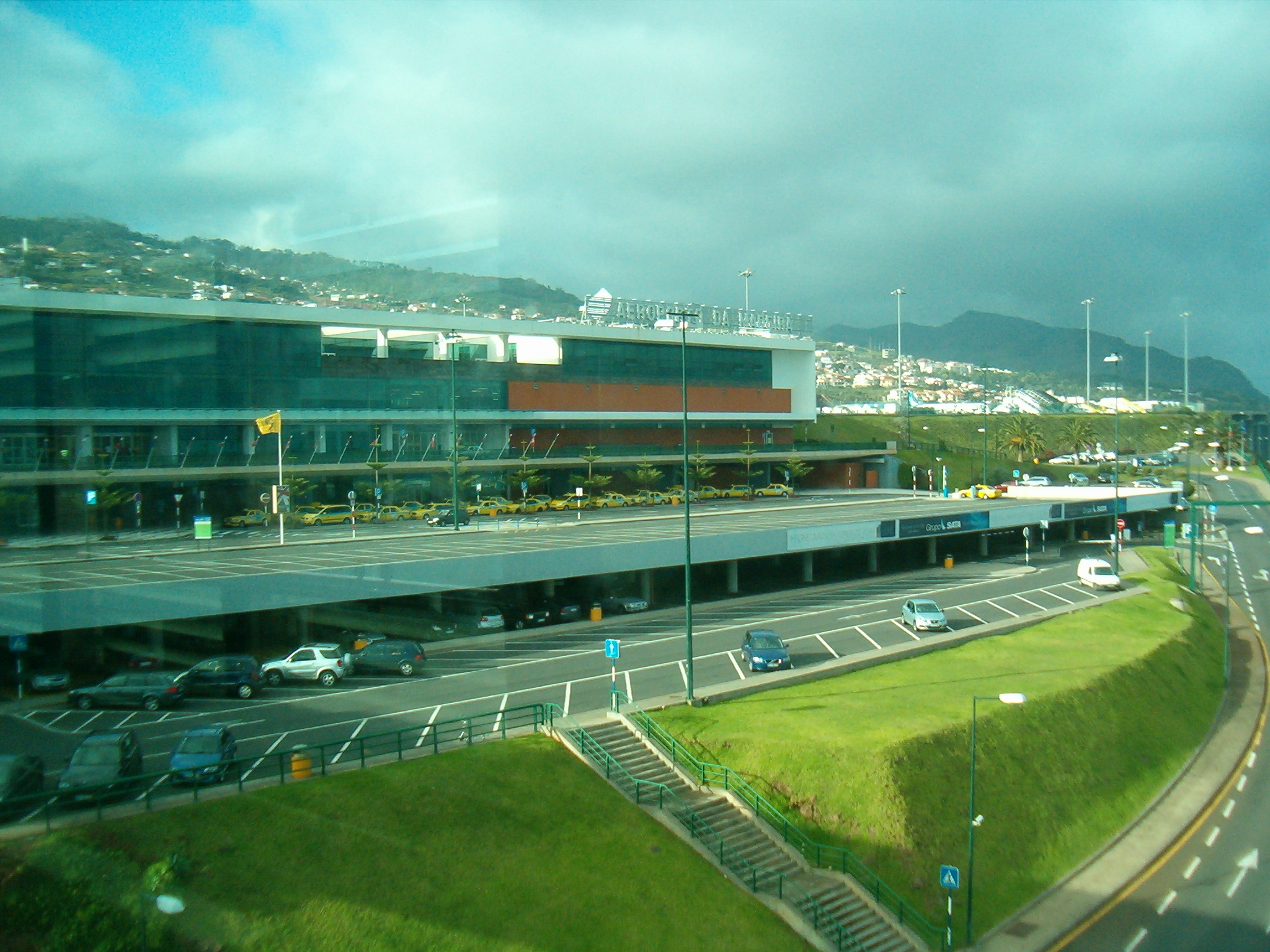
Vista parcial exterior do terminal do aeroporto

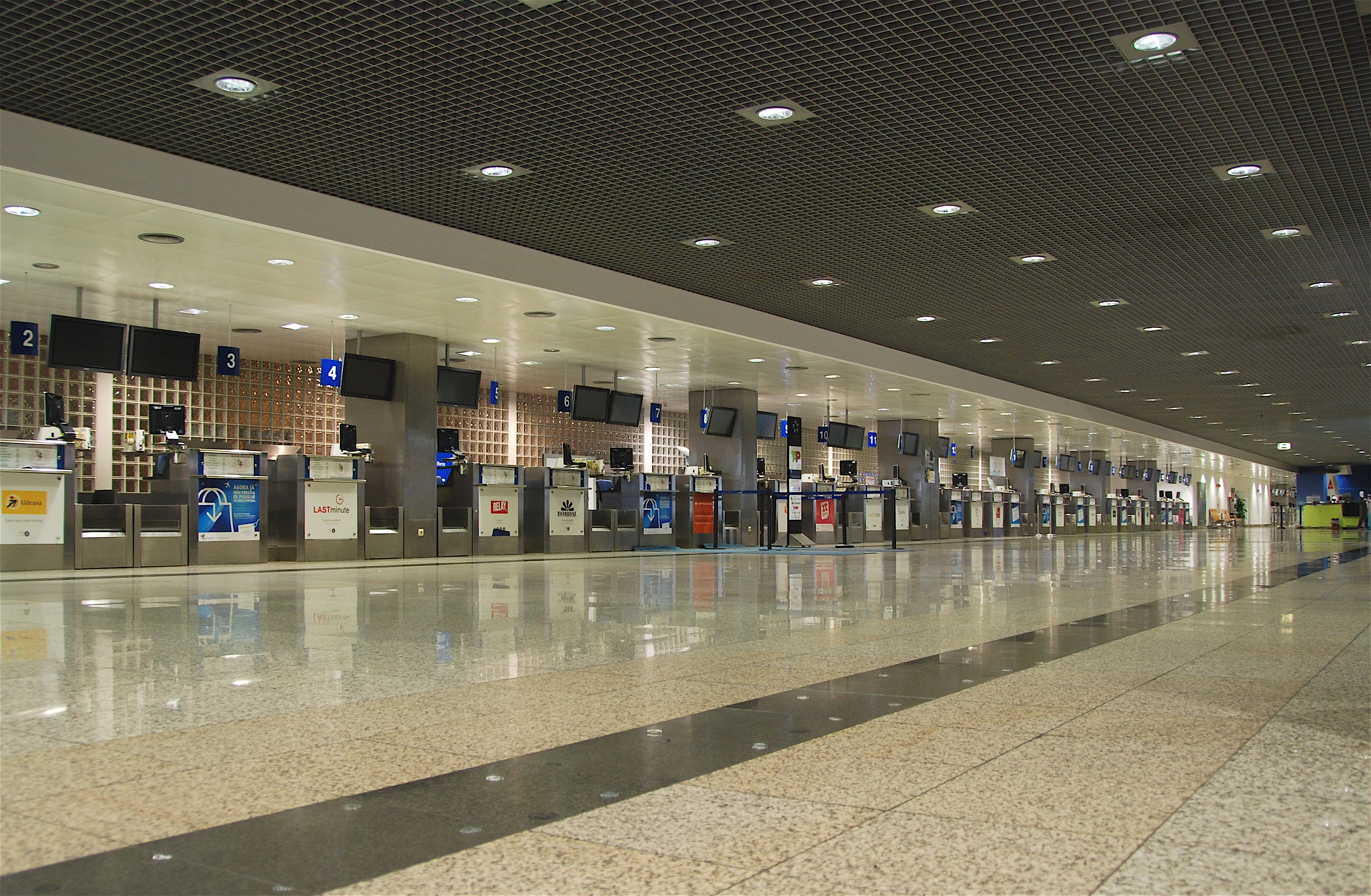
Zona de check-in

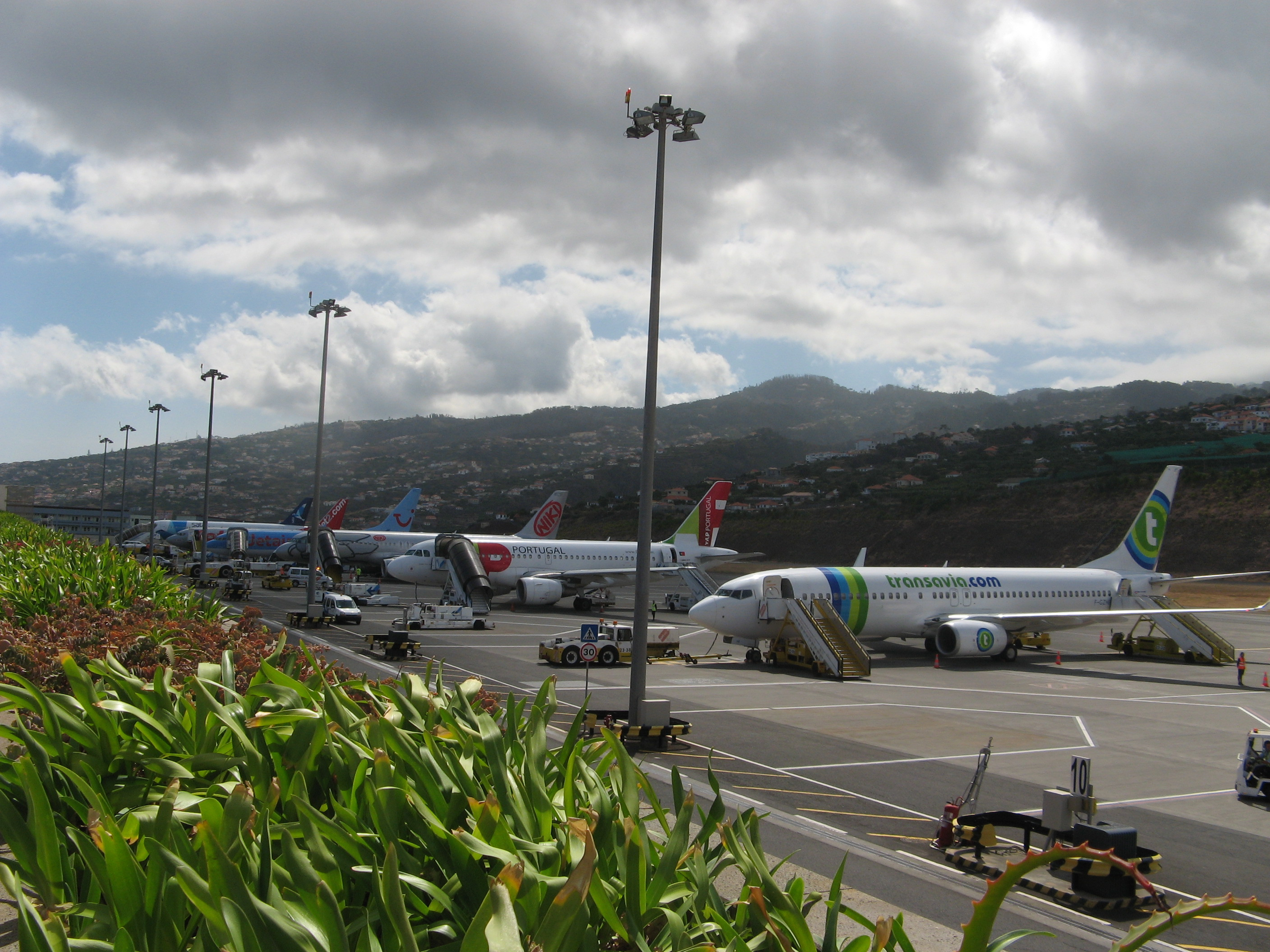
Aviões estacionados frente ao terminal

O Aeroporto Internacional da Madeira ou Cristiano Ronaldo (IATA: FNC, ICAO: LPMA), igualmente conhecido como Aeroporto Cristiano Ronaldo e ainda popularmente chamado de Aeroporto de Santa Catarina, é um aeroporto internacional português localizado no concelho de Santa Cruz, na ilha da Madeira. É o quarto aeroporto mais movimentando de Portugal tendo processado mais de 3 milhões de passageiros em 2017 e o mais movimentando da Região Autónoma da Madeira. O tráfego aéreo do aeroporto é deveras nórdico, centro-europeu, além do trânsito doméstico e do proveniente das Ilhas Britânicas.

## História
O Aeroporto da Madeira Cristiano Ronaldo foi inaugurado a 7 de julho de 1964 com uma pista de 1 600 m de extensão. O arquipélago da Madeira ganhou assim novas ligações ao continente português, já que até então as viagens se faziam de barco. A primeira aterragem de um avião na ilha da Madeira ocorreu em 1957, numa pista experimental em Santa Catarina.
Em 1972, dada a incapacidade da pequena pista em receber aviões capazes de dar vazão ao fluxo de turistas que procuravam a ilha da Madeira, começou a ser pensada uma ampliação para que fosse possível reconhecer voos intercontinentais. Um projeto do engenheiro Edgar Cardoso foi então apresentado e, no ano seguinte, foi inaugurado um novo terminal, capaz de receber 500 000 passageiros por ano.
Em 19 de Novembro de 1977, pouco antes das 22h, numa noite de chuva intensa, um boeing 727 da TAP, vindo de Bruxelas, via Lisboa, sofreu o único acidente aéreo da companhia aérea, até hoje, com 164 pessoas a bordo. Dadas as condições más de visibilidade, o piloto fez-se à pista para além da zona em que o devia ter feito e deslizou em aqua-planning até sair pela cabeceira direito à praia, partindo-se em dois. 123 mortos e 29 feridos para o hospital.
Depois deste acidente, a ampliação da pista tornou-se incontornável.
Entre 1982 e 1986 a pista foi aumentada para 1 800 m, assim como se procedeu à ampliação da plataforma de estacionamento de aviões. A extensão foi inaugurada a 1 de Fevereiro de 1986, pelo então presidente da República António Ramalho Eanes.
Entretanto, o engenheiro António Segadães Tavares adaptou os estudos de Edgar Cardoso e planejou uma nova ampliação da pista. Assim, a 15 de Setembro de 2000 teve lugar a inauguração da extensão da pista para 2 781 m. Esta é construída parcialmente em laje sobre o mar, ficando assente em 180 pilares.
Este encontra-se qualificado para receber aviões de grande dimensão como o Airbus 340 ou Boeing 747, o qual esteve presente na inauguração da pista a 15 de Setembro de 2000, assim como quase qualquer tipo de aviação civil, ou militar, sendo a principal porta de entrada de turistas na Região, assim como de correio postal, carga e outros serviços essenciais. É um aeroporto internacional que também serve voos domésticos.
Em 2014, o Aeroporto da Madeira registou 2 459 793 passageiros comerciais, um recorde absoluto para este aeroporto. Foi o maior número desde o anterior recorde que era de 2 446 924 passageiros em 2008. Este resultado ocorre no final do primeiro exercício completo após a privatização e aquisição da ANA Aeroportos pela Vinci.
No dia 29 de março de 2017, o aeroporto deixa de se chamar Aeroporto Internacional da Madeira para Aeroporto Internacional da Madeira — Cristiano Ronaldo, apesar de alguma discórdia por parte da população.

## Engenharia
A sua pista 05/23 é considerada uma das mais difíceis e perigosas aproximações e aterragens do mundo, devido à alta turbulência sentida quando o vento é superior a 15 nós, sendo geralmente de direção 300 e 020. Na aproximação à pista, ventos descendentes e ascendentes (quando muito próximo da pista) e durante a aterragem é frequente, grande turbulência assim com rajadas de vento laterais. Outra dificuldade sentida pelos pilotos, é o uplift (força ascendente) quando a aeronave sobrevoa a pista, dando uma sensação que o avião "não quer" aterrar. Devido às dificuldades técnicas apresentadas aos pilotos, é necessário uma licença especial para operações neste aeroporto e apenas pilotos com experiência em operações diurnas poderão realizar operações noturnas.
A obra de extensão do Aeroporto da Madeira, realizada na primeira fase pelo Consórcio "ZED — Sociedade Construtora das Obras de Ampliação do Aeroporto do Funchal L.da": EMPEC e ZAGOPE (Portugal), Dragados (Espanha), Dragage et Travaux Public (França), e Conrad Zschokke (Suíça) teve projeto do Prof. Edgar Cardoso (Estruturas) e da brasileira Hidrosevice de S.Paulo (Terraplanagens) e ampliou a pista inicialmente de 1 600 m para 1 850 (50 na cabeceira da antiga pista 06 e 200 na pista 24) nesta última, já em parte, com utilização da tecnologia da "Viga de Lançamento" e com pilares de 60 m de altura (sobre o mar). Tudo isto por imperativos de homologação internacional. A segunda fase da obra, com o atravessamento completo da baía da Ribeira de Pena, é uma obra "dantesca" cuja mais-valia técnica em face dos valores despendidos ainda merece contestação por parte de alguns muitos setores.
É uma obra reconhecida mundialmente como uma das mais difíceis de realizar devido à tipologia de terrenos e a orografia. Em 2004, Dr. Manabu Ito, presidente da Associação Internacional de Pontes e Engenharia Estrutural (IABSE), apresentou em Xangai, China, o prémio de 2004 IABSE Outstanding Structure Award que só é atribuído a grandes obras de engenharia reconhecidas mundialmente. Assim António Segadães Tavares foi o primeiro português a ganhar o que seria o equivalente ao "Nobel" da Engenharia, com a ampliação do aeroporto da Madeira.
Único aeroporto, dos 5 principais aeroportos nacionais (Lisboa, Porto, Faro, Ponta Delgada e Funchal), que se encontra em operação sem servidão aeronáutica constituída.

## Rotas operadas
| Companhia Aérea                                | Destino |
| ---------------------------------------------- | --- |
| Aigle Azur                                     | Paris–Orly |
| ASL Airlines France                            | Montpellier, Paris–Charles de Gaulle                                                                                   |
| ASL Airlines Ireland                           | Charter sazonal: Dublin                                                                                                |
| Austrian Airlines                              | Sazonal: Viena |
| Azores Airlines                                | Gran Canária, Ponta Delgada Sazonal: Faro Charter sazonal: Boston                                                      |
| Binter Canarias                                | Porto Santo Sazonal: Gran Canária, Tenerife–Norte                                                                      |
| British Airways                                | Londres–Gatwick |
| Brussels Airlines                              | Bruxelas-Zaventem |
| Condor                                         | Düsseldorf, Frankfurt, Hamburgo, Leipzig/Halle, Munique, Estugarda                                                     |
| Corendon Airlines                              | Sazonal: Amesterdão |
| easyJet                                        | Bristol, Edimburgo, Lisboa, Londres–Gatwick, Manchester, Porto                                                         |
| easyJet Switzerland                            | Basileia/Mulhouse |
| Edelweiss Air                                  | Zurique |
| Enter Air                                      | Sazonal: Gdańsk, Wrocław, Paris–Charles de Gaulle, Poznań                                                              |
| Finnair                                        | Helsínquia |
| Germania                                       | Bremen, Dresden, Erfurt/Weimar, Friedrichshafen, Hamburgo, Nuremberga, Münster/Osnabrück                               |
| Iberia                                         | Sazonal: Madrid |
| Iberia operado por Air Nostrum                 | Sazonal: Bilbau, Madrid                                                                                                |
| Jet2.com                                       | East Midlands, Glasgow, Leeds/Bradford, Manchester, Newcastle upon Tyne                                                |
| Jetairfly                                      | Bruxelas |
| Lufthansa                                      | Frankfurt |
| Luxair                                         | Luxemburgo |
| NIKI                                           | Berlim–Tegel, Düsseldorf, Munique, Zurique                                                                             |
| Neos                                           | Milão–Malpensa |
| Norwegian Air Shuttle                          | Sazonal: Copenhaga, Oslo–Gardermoen, Londres–Gatwick                                                                   |
| Primera Air                                    | Charter: Gotemburgo, Oulu                                                                                              |
| Scandinavian Airlines                          | Charter: Estocolmo–Arlanda                                                                                             |
| Small Planet Airlines                          | Sazonal: Vilnius |
| SmartWings operado por Travel Service Airlines | Sazonal: Praga |
| TAP Portugal                                   | Lisboa, Porto |
| Thomas Cook Airlines                           | Manchester Sazonal: Glasgow, Londres–Gatwick, Porto Santo                                                              |
| Thomas Cook Airlines Belgium                   | Bruxelas |
| Thomas Cook Airlines Scandinavia               | Sazonal: Copenhaga, Helsínquia                                                                                         |
| Thomson Airways                                | Birmingham, Exeter, Glasgow, Londres–Gatwick, Manchester Sazonal: Bournemouth, Londres–Luton, Nottingham/East Midlands |
| Transavia                                      | Amesterdão |
| Transavia France                               | Lyon, Porto Sazonal: Paris–Orly, Nantes                                                                                |
| Travel Service Airlines                        | Charter: Praga, Estrasburgo                                                                                            |
| Travel Service Polska                          | Charter: Katowice, Varsóvia–Chopin, Wrocław                                                                            |
| TUI Airlines Netherlands                       | Sazonal: Amesterdão |
| TUIfly                                         | Sazonal: Basel/Mulhouse, Colônia-Bonn, Frankfurt, Hanôver, Munique, Estugarda                                          |
| Ukraine International Airlines                 | Charter: Kiev–Boryspil                                                                                                 |
| Volotea                                        | Charter: Nantes, Beauvais, Clermont–Ferrand, Dijon, Perpignan, Marselha, Saint–Etienne                                 |
| Vueling                                        | Sazonal: Barcelona |
| White Airways                                  | Charter: Lyon, Nantes, Paris–Charles Gaulle, São Vicente                                                               |

## Movimentos
Ver a consulta original do Wikidata.
Inclui, desde 2013, todos os movimentos dos dois Aeroportos do Arquipélago da Madeira que estão sob concessão da Vinci.
| Ano                      | Passageiros | Aeronaves | Mercadorias  | Ref    |
| ------------------------ | ----------- | --------- | ------------ | ------ |
| 2006                     | 2 360 857   | 23 687    | 7 188 905 kg | [ 11 ] |
| 2007                     | 2 418 489   | 21 954    | 6 774 583 kg | [ 11 ] |
| 2008                     | 2 446 924   | 22 799    | 6 637 591 kg | [ 11 ] |
| 2009                     | 2 346 649   | 21 955    | 6 228 425 kg | [ 11 ] |
| 2010                     | 2 233 524   | 22 094    | 6 069 548 kg | [ 11 ] |
| 2011                     | 2 311 380   | 21 346    | 5 095 029 kg | [ 11 ] |
| 2012                     | 2 204 196   | 20 023    | 4 887 188 kg | [ 11 ] |
| 2013                     | 2 372 505   | 20 665    | 4 243 990 kg | [ 11 ] |
| 2014                     | 2 459 793   | 21 226    | 3 904 449 kg | [ 12 ] |
| 2015                     | 2 605 547   | 21 421    | 2 932 450 kg | [ 13 ] |
| 2016                     | 2 971 725   | 24 111    | 2 897 125 kg | [ 14 ] |
| 2017                     | 3 202 527   | 25 107    | 2 891 335 kg | [ 15 ] |
| 2021                     | 1 883 592   | -         | 2 891 000 kg |        |
| 2023                     | 4 837 000   | 34 062    | -            | [ 16 ] |
| 2024                     | 5 055 000   |           |              |        |
| Fonte: Pordata Vinci INE |             |           |              |        |

## Acidente de 1977
A 19 de novembro de 1977, um avião Boeing 727-200 da TAP despenhou-se no fim da pista do Aeroporto da Madeira. Foi o segundo mais grave acidente da história da aviação em Portugal (a seguir ao voo Independent Air 1851) que provocou 131 mortos e 33 sobreviventes. Segundo o relatório de investigação do acidente publicado pelo INAC, os fatores apontados foram as condições meteorológicas adversas aliadas ao comprimento da pista e a falha humana.
Foi erguido um memorial em memória das 131 vítimas mortais na zona onde o avião teve a sua explosão. A escultura monumental em forma de árvore e confecionada com peças de avião é então concebida e realizada voluntariamente pelo Comandante Sr. José Alves e inaugurada na quinta-feira, dia 19 de novembro de 2015, em Santa Cruz, em honra às 131 pessoas que morreram nesse triste episódio da aviação portuguesa.
A Escultura apresenta a forma de uma árvore com 131 “folhas” que dela parecem se desprender e representam cada pessoa que perdeu a vida no acidente junto às 33 que ainda conectadas à “arvore” representam as sobreviventes.